# 多格伍德 (密蘇里州道格拉斯縣)
多格伍德（英語：Dogwood）是位於美國密蘇里州道格拉斯縣的非建制地區。

## 歷史
多格伍德的郵局於1880年設立，其後於1909年停運。

## 地理
多格伍德所處的海拔為高於海平面512米（即1680英呎），而該地所採用的時區為UTC-6，即北美中部時區（CST）。同時該地設有夏令時間，為UTC-6調快一小時，即UTC-5（CDT）。